# Sacudidor (instrumento musical)

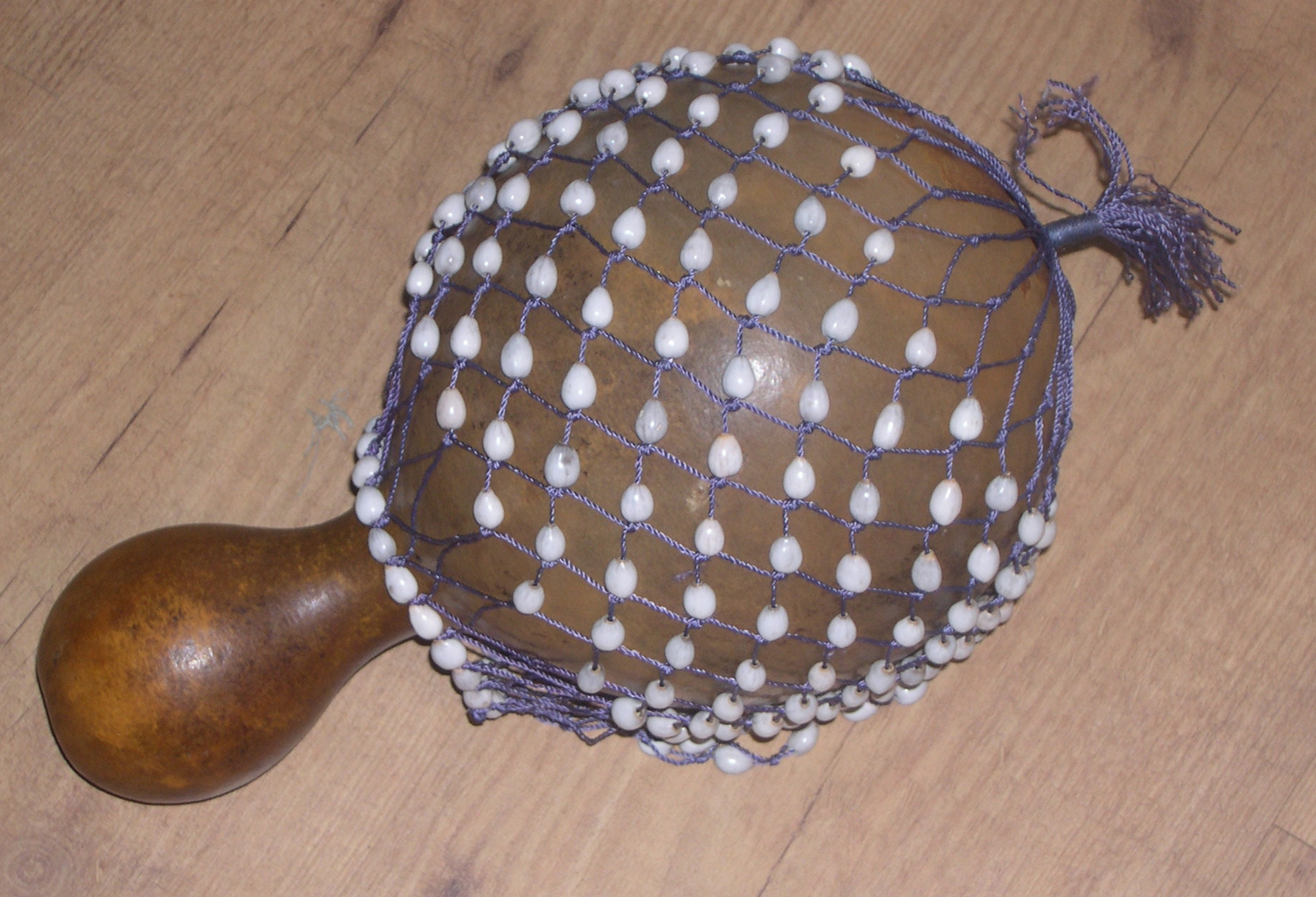
Shekere, un tipo de sacudidor.

Un sacudidor, idiófono sacudido o idiófono de sacudimiento es un tipo de instrumento musical de la familia de los idiófonos que describe un gran número de instrumentos de percusión usados para crear ritmos musicales. 
Son llamados de esa manera debido a que el método mayormente utilizado para crear el sonido es moverlos o agitarlos adelante y atrás en vez de golpearlos. De todas maneras algunos pueden golpearse en ocasiones para crear acentos en los ritmos.

## Tipos de sacudidores
Un sacudidor se compone de un contenedor, parcialmente lleno de pequeños objetos como pueden ser granos o semillas que crean sonidos cuando chocan entre ellos, con el interior del contenedor o con otros objetos fijos dentro de este - por ejemplo en un palo de lluvia o en un cashishi (caxixi). También pueden contener partes móviles que chocan unas con otras cuando se agitan; por ejemplo una pandereta o un shekere.